# Rhinoptera brasiliensis
Rhinoptera brasiliensis är en rockeart som beskrevs av Müller 1836. Rhinoptera brasiliensis ingår i släktet Rhinoptera och familjen örnrockor. IUCN kategoriserar arten globalt som starkt hotad. Inga underarter finns listade i Catalogue of Life.
Arten förekommer i grunda havsområden i Atlanten vid Brasiliens sydöstra kustlinje. Utbredningsområdet sträcker sig från Rio de Janeiro till Rio Grande do Sul. Denna örnrocka vistas vanligen i havsområden med mjuk botten, oftast till ett djup av 10 meter och ibland till ett djup av 20 meter.
Rhinoptera brasiliensis äter främst havslevande blötdjur. Hanarnas "vingspann" (bredden av skivan) är oftast 78 till 91 cm och honor når en "vingspann" mellan 77 och 102 cm. Honor föder en levande unge efter parningen. Ungar är med en "vingspann" av 43 till 48 cm större än ungar av komulerocka (Rhinoptera bonasus).